# 바루에리

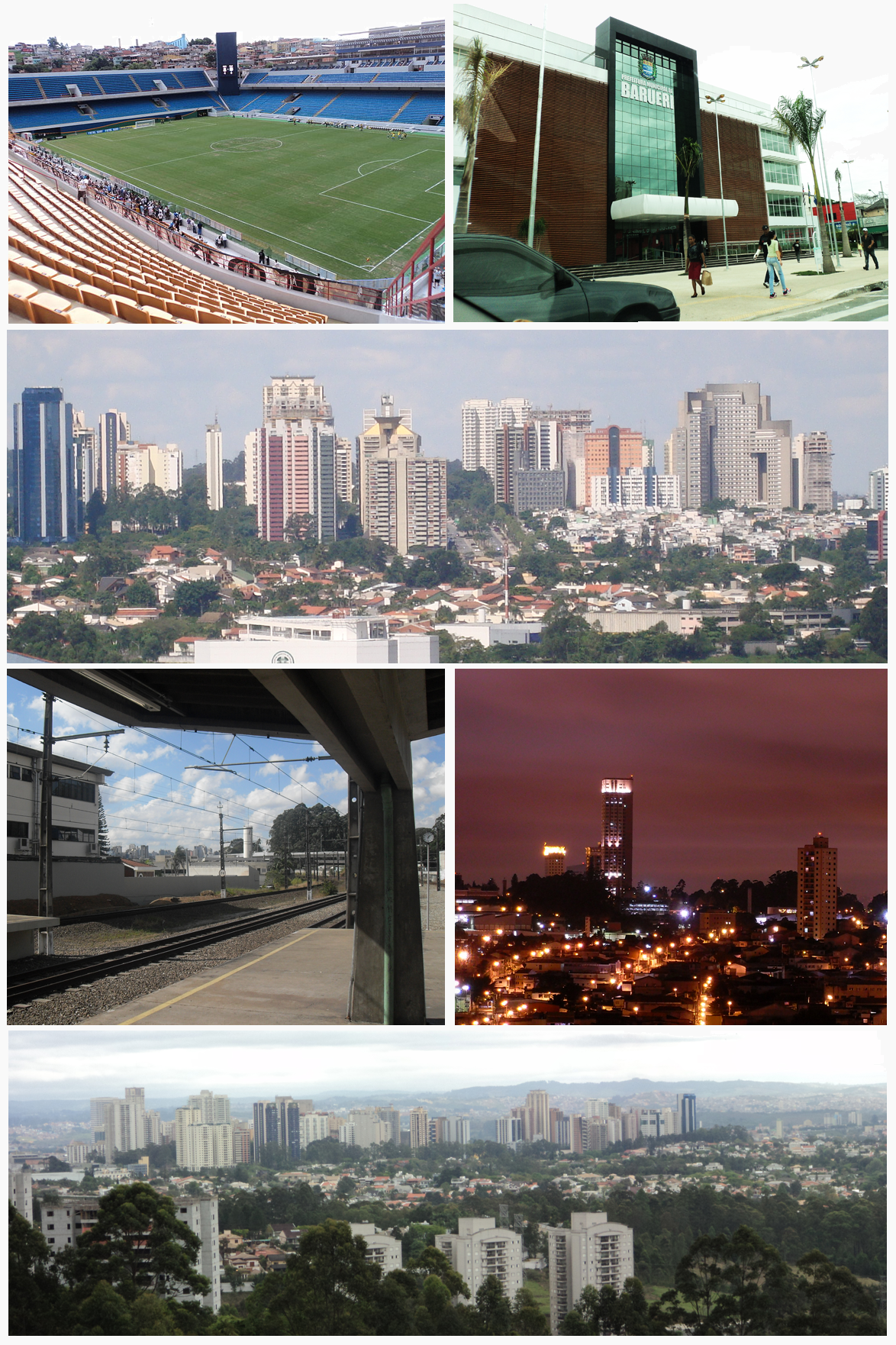
바루에리

바우루의 위치

바루에리(포르투갈어: Barueri)는 브라질 상파울루주의 도시로 면적은 64.167km2, 높이는 719m, 인구는 240,656명(2010년 기준), 인구 밀도는 3,938.91명/km2이다. 도시가 설립된 시기는 1949년이다. 대(大)상파울루 도시권의 북서부에 위치한다.